# عصر النهضة المقدونية

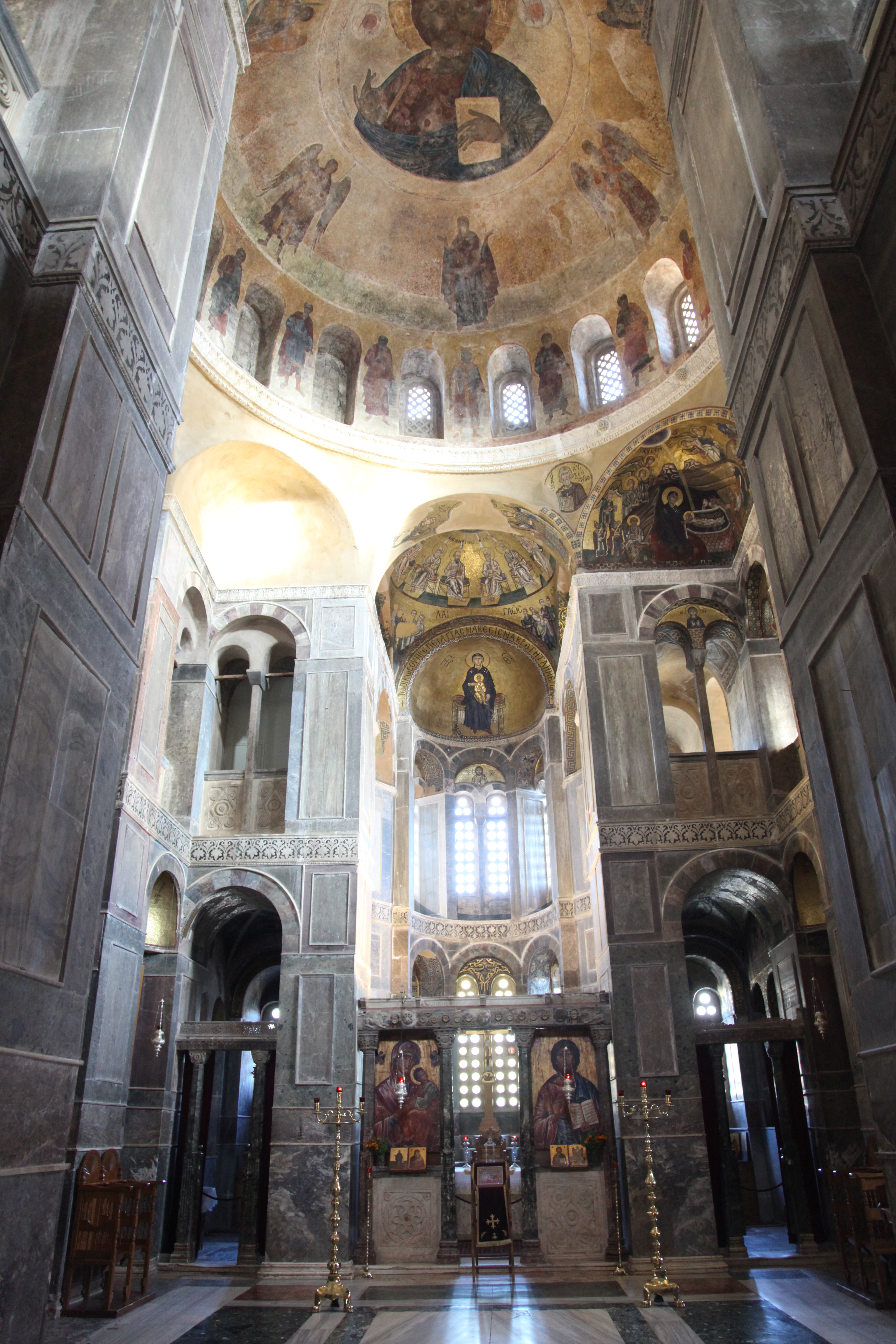
داخل دير هوسيوس لوكاس في مدينة ديستومو؛ ومن الآثار البارزة التي تعود من عصر النهضة المقدونية.

عصر النهضة المقدونية هي فترة من الازدهار الاقتصادي والثقافي والاجتماعي عاشته الإمبراطورية البيزنطية عصرها الذهبي خاصًة تحت حكم السلالة المقدونية (867-1056). ففي عهدهم شهدت الإمبراطورية البيزنطية نهضة ثقافية وعلمية وكانت القسطنطينية في عهدهم المدينة الرائدة في العالم المسيحي من حيث الحجم والثراء والثقافة. فقد كان هناك نمو كبير في مجال التعليم والتعلم ممثلة بجامعة القسطنطينية ومكتبة القسطنطينية وجرى الحفاظ على النصوص القديمة وإعادة نسخها. كما ازدهر الفن البيزنطي وانتشرت الفسيفساء الرائعة في تزيين العديد من الكنائس الجديدة. وفي عصر الكومنينيون تجدد الاهتمام بالفلسفة الإغريقية الكلاسيكية، بالإضافة إلى تزايد الناتج الأدبي باليونانية العامية. احتل الأدب والفن البيزنطيان مكانة بارزة في أوروبا، حيث كان التأثير الثقافي للفن البيزنطي على الغرب خلال هذه الفترة هائلًا وذو أهمية طويلة الأمد.
شمل العهد المقدوني أحداثًا ذات أهمية دينية. كان تنصير الشعوب السلافية مثل البلغار والصرب والروس إلى المسيحية الأرثوذكسية بصفة دائمة قد غير الخريطة الدينية لأوروبا ولا يزال صداه حتى يومنا هذا. قام كيرلس وميثوديوس وهما أخوان يونانيان بيزنطيان من ثيسالونيكي قد ساهما بشكل كبير جدًا في تنصير السلافيين والعملية التي طورت الأبجدية الغلاغوليتية، والتي هي سابقة كيريلية. وصلت العلاقات بين التقاليد الغربية والشرقية ضمن الكنيسة المسيحية في 1054 أزمة نهائية، وعرفت باسم الانشقاق العظيم. رغم وجود إعلان رسمي بالفصل المؤسساتي، إلا أنه وفي 16 يوليو، عندما دخل ثلاثة مفوضين بابويين حاجيا صوفيا خلال طقس القربان المقدس الإلهي بعد ظهر يوم سبت ووضعوا ثور الحرمان على المذبح،  كان الانشقاق العظيم نتيجة عقود من الانفصال التدريجي.